# Batalla de Hunáin
La batalla de Hunáin (en árabe: غَـزوة حُـنـيـن‎   , Ghazwat Hunayn) se libró entre el profeta islámico Mahoma y sus seguidores, y la tribu beduina de los Hawazin y su subdivisión los Thaqif, en el año 630 d. C., en el valle de Hunáin, en la ruta entre La Meca y At-Ta'if. La batalla terminó con una decisiva victoria para los musulmanes, que capturaron enormes botines. Se menciona en la Azora at-Tawba del Corán, y es una de las pocas batallas mencionadas por su nombre en el Corán.

## Preparativos

### Antecedentes
Los hawazin habían sido enemigos de los mecanos durante largo tiempo. Estaban asentados al noreste de La Meca y su territorio se encontraba al lado de la ruta comercial que conectaba con Al-Hira en Irak. Los hawazin estaban aliados con los thaqifs, una subtribu hawazin que se había establecido en Ta'if, una ciudad al sureste de La Meca cuyas rutas comerciales atravesaban el territorio hawazin. La alianza había estado involucrada en varias guerras probablemente relacionadas con el control de las rutas comerciales entre Ta'if y La Meca. Dada esta historia, veían a Mahoma como otro poderoso líder coraichita que había venido a liderar a su pueblo. Pensaban entre ellos que una guerra con los musulmanes era inminente y que la antaño perseguida minoría de musulmanes había ganado la ventaja contra sus enemigos árabes no musulmanes, y es posible que hayan querido aprovechar el probable caos que había en La Meca tras la conquista musulmana. 
Algunas tribus estaban a favor de luchar contra Mahoma y los musulmanes. Al frente de éstas estaban las tribus de los hawazin y los thaqif. Según el académico musulmán Safiur Rahman Mubarakpuri "Se creyeron demasiado poderosos para admitir o rendirse a tal victoria". Así pues, se reunieron con Malik bin 'Awf An-Nasri y se decidieron a ir a la batalla contra los musulmanes. Malik persuadió a otras tribus para que lucharan y las reunió bajo su mando. La confederación de tribus formada por los Nasr, Yusham, Sa'ad bin Bakr, Bani Hilal, Bani 'Amr bin Amir y Bani' Awf bin Amir se reunió en Autas junto con los thaqif y los hawazin.
Ese día Mahoma tenía doce mil soldados armados bajo su estandarte. De estos, diez mil lo habían acompañado desde Medina y habían participado en la conquista de La Meca, y los otros dos mil eran de su tribu, coraichitas, que habían aceptado el islam recientemente. El comando de este grupo estaba en manos de Abu Sufyan. En aquellos días, era difícil encontrar un ejército tan grande y esta fuerza numérica se convirtió en la causa de su derrota inicial: Contrario a lo que ocurría en el pasado, estaban enorgullecidos por la gran cantidad de soldados e ignoraron las tácticas militares y los principios de la guerra. Cuando los soldados musulmanes, incluyendo los nuevos conversos mecanos vieron un gran número de hombres, se dijeron: "No seremos derrotados, pues nuestros soldados superan en número a los del enemigo.

## Espías
Los hawazin y sus aliados, los thaqif, comenzaron a movilizar sus fuerzas cuando supieron por espías que Mahoma y su ejército habían partido de Medina para lanzar un asalto sobre La Meca. Los confederados aparentemente esperaban atacar al ejército musulmán mientras este asediaba La Meca. Mahoma, sin embargo, descubrió sus intenciones gracias a sus propios espías en el campamento de los hawazin y marchó contra ellos apenas dos semanas después de la conquista de La Meca con una fuerza de 12.000 hombres. Solo habían pasado cuatro semanas desde que las fuerzas musulmanas habían salido de Medina para conquistar La Meca.

## Curso de la batalla
En la noche del miércoles, el día diez de shawwal, el ejército musulmán llegó a Hunáin. Malik bin 'Awf, que había entrado previamente en el valle de noche, dio órdenes a su ejército de cuatro mil hombres de esconderse dentro del valle y acechar a los musulmanes en carreteras, entradas y estrechos escondites. Las órdenes que dio a sus hombres fueron las de arrojar piedras a los musulmanes tan pronto los vieran y realizar ataques individuales contra ellos.
Cuando los musulmanes empezaron a acampar, flechas comenzaron a caer intensamente sobre ellos. Los batallones enemigos iniciaron un feroz ataque contra los musulmanes, que tuvieron que retirarse en medio del desorden y la confusión.
Los reportes señalan que apenas unos pocos soldados se quedaron atrás a luchar, entre ellos Ali bin Abu Talib, el abanderado, Abbas bin Abdullah, Fadl ibn Abbas, Usamah y Abu Sufyan bin al-Harith
Ibn Kathir escribe que según Ibn Ishaq y Yabir ibn Abdullah, quienes presenciaron la batalla, el ejército musulmán entró en pánico a raíz del ataque sorpresa del enemigo y muchos hombres huyeron del campo de batalla. Sin embargo, un grupo de muhajirun se mantuvo firme y defendieron al Profeta en el campo de batalla. Se trató de Abu Bakr, Umar, Ali, Abbas ibn Abd al-Muttalib, Abu Sufyan ibn al-Harith, Fadl ibn Abbas, Rabi 'ibn al-Harith, Usama ibn Zayd y Ayman ibn Ubayd. Este último murió ese día defendiendo al profeta Mahoma.
"¡Vamos, gente! Soy el Mensajero de Alá. Soy Mahoma, hijo de Abdullah." Entonces Mahoma dijo "¡Oh, Alá, envía Tu Ayuda!" Musulmanes empezaron entonces a regresar al campo de batalla. Mahoma, agarrando un puñado de tierra, se lo arrojó a las caras diciendo: "Que vuestros rostros estén llenos de vergüenza." Sus ojos quedaron llenos de tierra y los enemigos empezaron a retirarse en total confusión, según el académico musulmán Safi-ur-Rahman Mubarakpuri.
Los enemigos fueron finalmente derrotados. Aproximadamente setenta hombres de los thaqif solamente cayeron en la batalla, y los musulmanes capturaron todos sus camellos de monta, sus armas y ganado.
Según académicos musulmanes, el versículo 9:25 del Corán fue revelado en este evento:
Ciertamente, Alá os ayudó en muchos campos de batalla y en el día de Hunain: ¡Ved! Vuestros grandes números os animaron, pero no os sirvió de nada: La tierra, con toda su amplitud, os constriñó, y os obligó a retroceder. Pero Alá derramó su calma sobre el Mensajero y los creyentes, y envió fuerzas que vosotros no visteis: Castigó a los infieles; así recompensa a los que no tienen fe. Algunos de los enemigos huyeron y Mahoma los persiguió. Batallones similares persiguieron a otros enemigos: Rabi'a bin Rafi' alcanzó a Duraid bin As-Simmah, que era un anciano, y le dio muerte. Durayd fue un elemento importante de las fuerzas paganas debido a su gran experiencia en la batalla y su conocimiento del terreno y tácticas de guerra. El jurista musulmán Tabari lo describe en los siguientes términos:
La caballería del Mensajero de Dios siguió a los que iban a Najlá, pero no a los que huyeron a los pasos estrechos. Rabia b. Rufay' b. Uhban b. Tha'labah b. Rabi'ah b. Yarbu' b. Sammal b. 'Awf b. Imr al-Qays, que era llamado Ibn Ladh'ah gracias a su madre, alcanzó a Durayd b. al-Simmah y agarró su camello por el ronzal, pensando que era una mujer porque iba un howdah. Pero he aquí que era un hombre. Hizo que el camello se hincara a su lado y [descubrió que] el hombre era muy viejo. Era Durayd b. al-Simmah, [pero] el joven no lo conocía. Durayd le preguntó qué quería hacer con él. El joven respondió que quería matarlo. Durayd le preguntó quién era, y él respondió que era Rabi'ah b. Rufaya al-Sulami. Entonces le atacó con su espada, pero sin efecto. Entonces Durayd dijo: "¡Qué pobre arma te ha armado tu madre! Coge esta espada mía que está en la parte trasera de la silla en la howdah y entiérrala por encima de la columna vertebral pero por debajo del cerebro, pues yo solía matar a los hombres de esa manera. Luego, cuando vayas con tu madre, dile que has matado a Durayd b. al-Simmah. Por Dios, cuántas veces protegí a tus mujeres". [Tabari, Los últimos años del Profeta, pg 16]

## Secuelas
Puesto que Malik ibn Awf al-Nasri había traído consigo a las familias y rebaños de los hawazin, los musulmanes lograron capturar un enorme botín. Capturaron 6.000 prisioneros y 24.000 camellos. Algunos beduinos huyeron y se partieron en dos grupos. Uno regresó, lo que llevó a la Batalla de Autas, mientras que el más grande buscó refugio en al-Ta'if, donde Mahoma los asedió. William Montgomery Watt afirma que Mahoma asumió el rol de héroe de los mecanos al enfrentarse a sus archienemigos beduinos, los hawazin y los thaqif de la ciudad de al-Ta'if.